# Dapper-Sanatorium

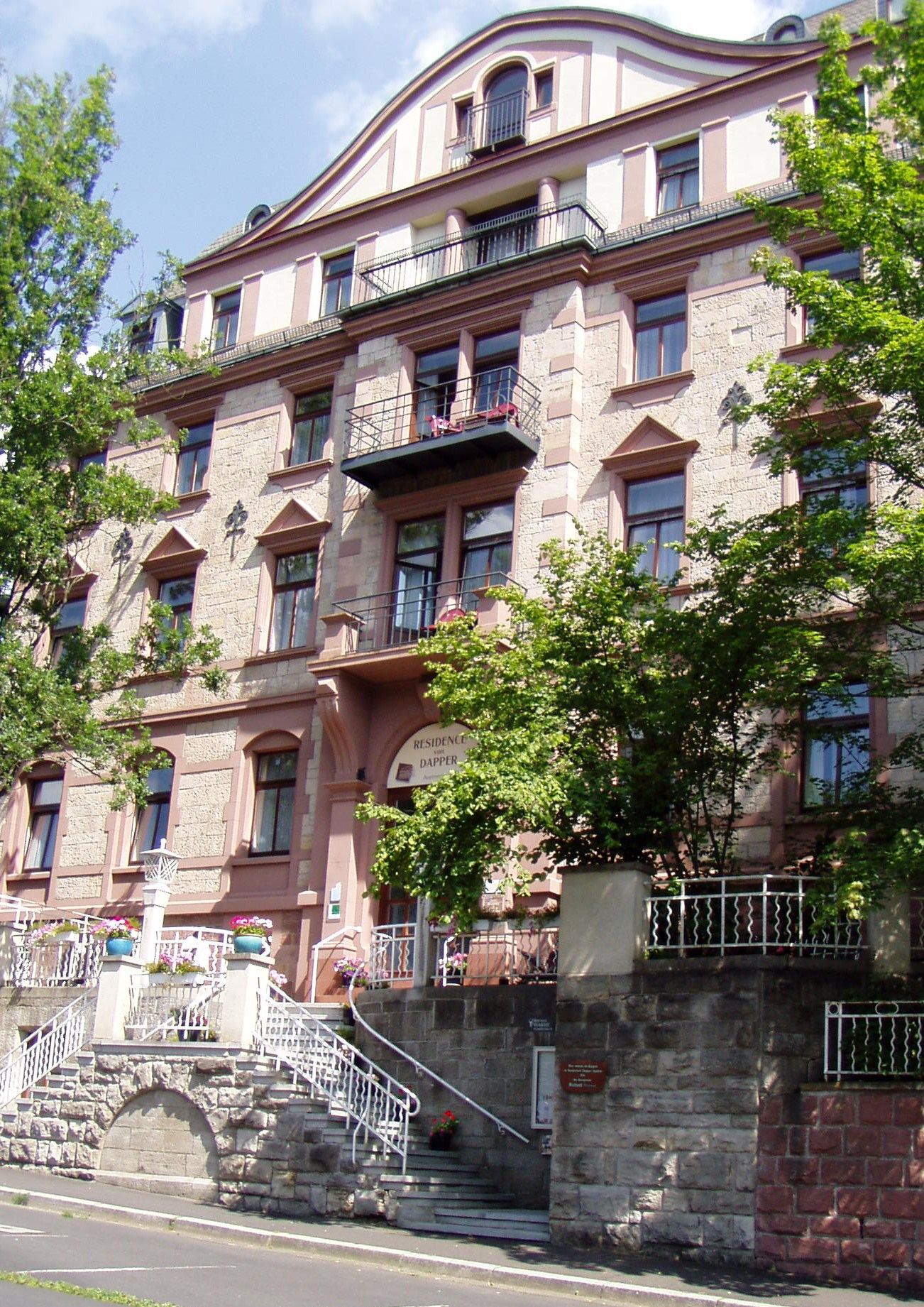
Ehemaliges Dapper-Sanatorium in Bad Kissingen, heute Dappers Hotel

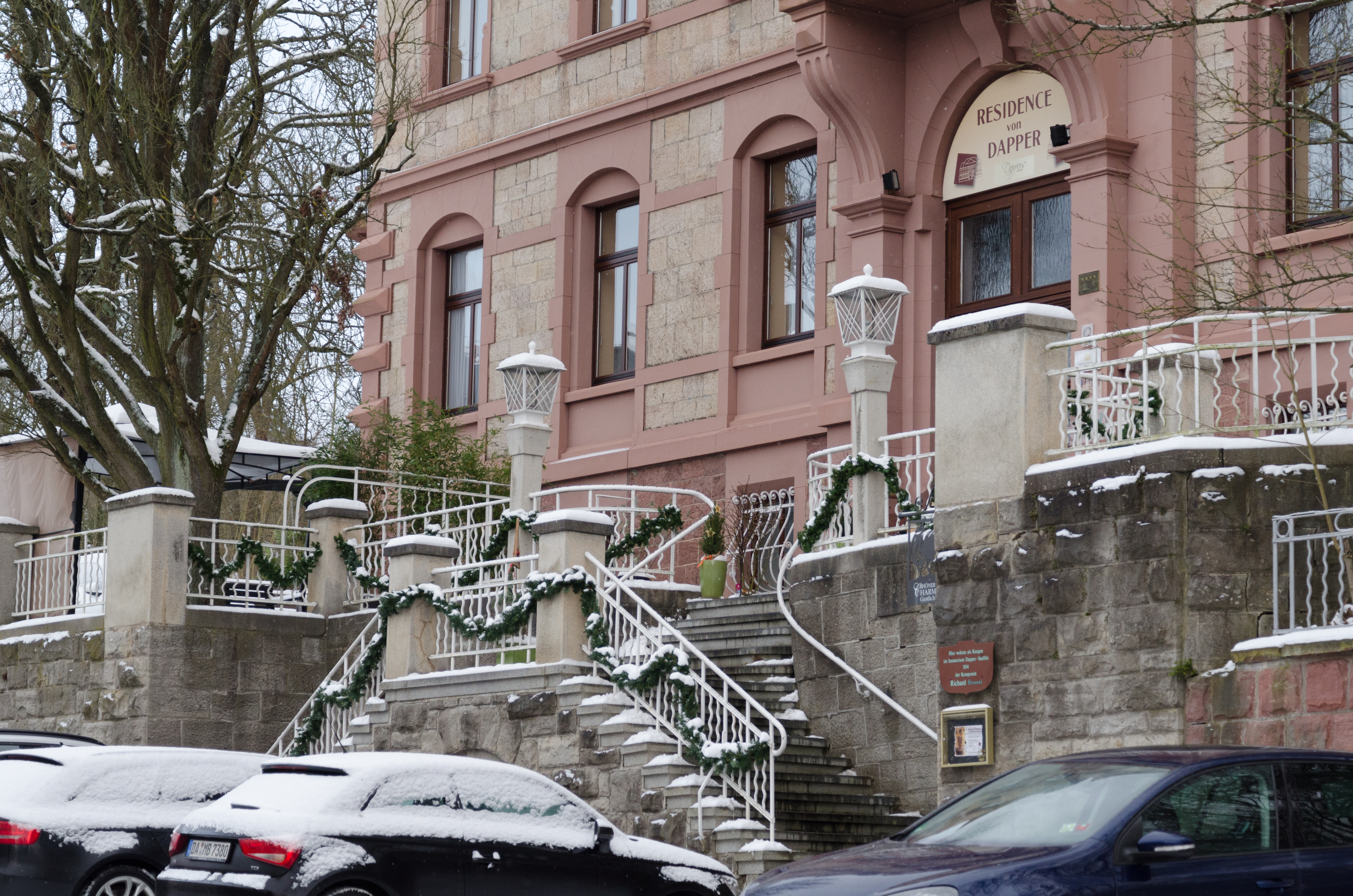
Böschungsmauer und Treppenanlage

Das Dapper-Sanatorium in der Menzelstraße 21 in Bad Kissingen, der Großen Kreisstadt des unterfränkischen Landkreises Bad Kissingen, gehört zu den Bad Kissinger Baudenkmälern und ist unter der Nummer D-6-72-114-74 in der Bayerischen Denkmalliste registriert. Heute beherbergt das Anwesen das Wellness-Resort Dappers Hotel.

## Geschichte
Das Anwesen wurde in den Jahren 1893 und 1894 nach Plänen des Bad Kissinger Architekten Carl Krampf in verschiedenfarbigem Sandstein ursprünglich im Stil der Neorenaissance errichtet. Zeitgleich entstanden die Böschungsmauer und die Treppenanlage vor dem Haus.
Das Anwesen beherbergte ursprünglich das Sanatorium Dr. Dapper, das um 1900 zu den bekanntesten Sanatorien des Ortes zählte. Die leitenden Ärzte Carl Holzer und Hans Fronius wurden später durch den Assistenzarzt Karl Lechmann ergänzt, der später ein eigenes Sanatorium am Altenberg eröffnete. Zum Sanatorium gehörten noch weitere, heute nicht mehr bestehende Gebäude; alle waren durch Arkaden miteinander verbunden.
Im Jahr 1910 wurde das Anwesen durch Carl Krampfs Bruder Franz Krampf umgestaltet. Dabei erhielt es ein französisches Dach und einen geschwungenen Zwerchhausgiebel. Vom ursprünglichen Neorenaissance-Stil des Anwesens haben sich in der Fassaden die Rahmungen und Verdachungen der Fenster sowie die Eckquader erhalten. Die einstigen Türme an den jetzt gerundeten Hausecken sind nicht mehr vorhanden. Nach der Weltwirtschaftskrise von 1929 musste Dapper das Sanatorium auf Grund sinkender Gästezahlen aufgeben. Heute beherbergt das Anwesen die Residence Dapper.
Im Jahr 1934 absolvierte der Komponist Richard Strauss, einem Rat seines Verlegers Otto Fürstner folgend, seinen ersten Kuraufenthalt im Dapperschen Sanatorium. Strauss’ Ehefrau Pauline berichtete in diesem Zusammenhang von den täglichen Spaziergängen ihres Mannes im Ballinghain. Strauss selbst bedankte sich bei Badkommissar Rudolf Conrath für den schönen Aufenthalt in Bad Kissingen sowie das Festkonzert der Münchner Philharmoniker Regentenbau aus Anlass seines bevorstehenden 70. Geburtstages. Bis zum Jahr 1936 kamen Richard Strauss und seine Frau zweimal jährlich zur Kur in das Dappersche Sanatorium. Er versuchte vergeblich, das Bad Kissinger Kurorchester dazu zu bringen, auch Mozart und Schubert zu spielen und arbeitete an der Oper Friedenstag. Nach Dappers Tod im Jahr 1937 kam Strauss erst 1939 wieder nach Bad Kissingen und logierte im Kurhaushotel.
Kurz vor dem Verkauf des Dapperschen Sanatoriums an die Berliner Landesversicherung kam Bundespräsident Theodor Heuss zweimal zur Kur in das Sanatorium. Während seines ersten Aufenthalts ab 3. April 1954 besuchte der heimatgeschichtlich interessierte Heuss die St. Maria Magdalena-Stadtpfarrkirche in Münnerstadt, das Gymnasium und das Kloster des Ortes, das Kloster Frauenroth im Burkardrother Ortsteil Frauenroth sowie die St. Johannes der Täufer-Stadtpfarrkirche und das Schloss Saaleck in Hammelburg. Während seines zweiten Kuraufenthaltes ab 5. Mai 1955 besuchte Heuss erneut Münnerstadt. Bei beiden Kuraufenthalten fertigte er Zeichnungen der Umgebung, die später in Privatbesitz übergingen.
Weitere Kurgäste im Sanatorium waren unter anderem der Operettenkomponist Oscar Straus, Konrad Adenauers Finanzberater Robert Pferdmenges, Schauspieler Akim Tamiroff und Modedesigner Heinz Oestergaard.

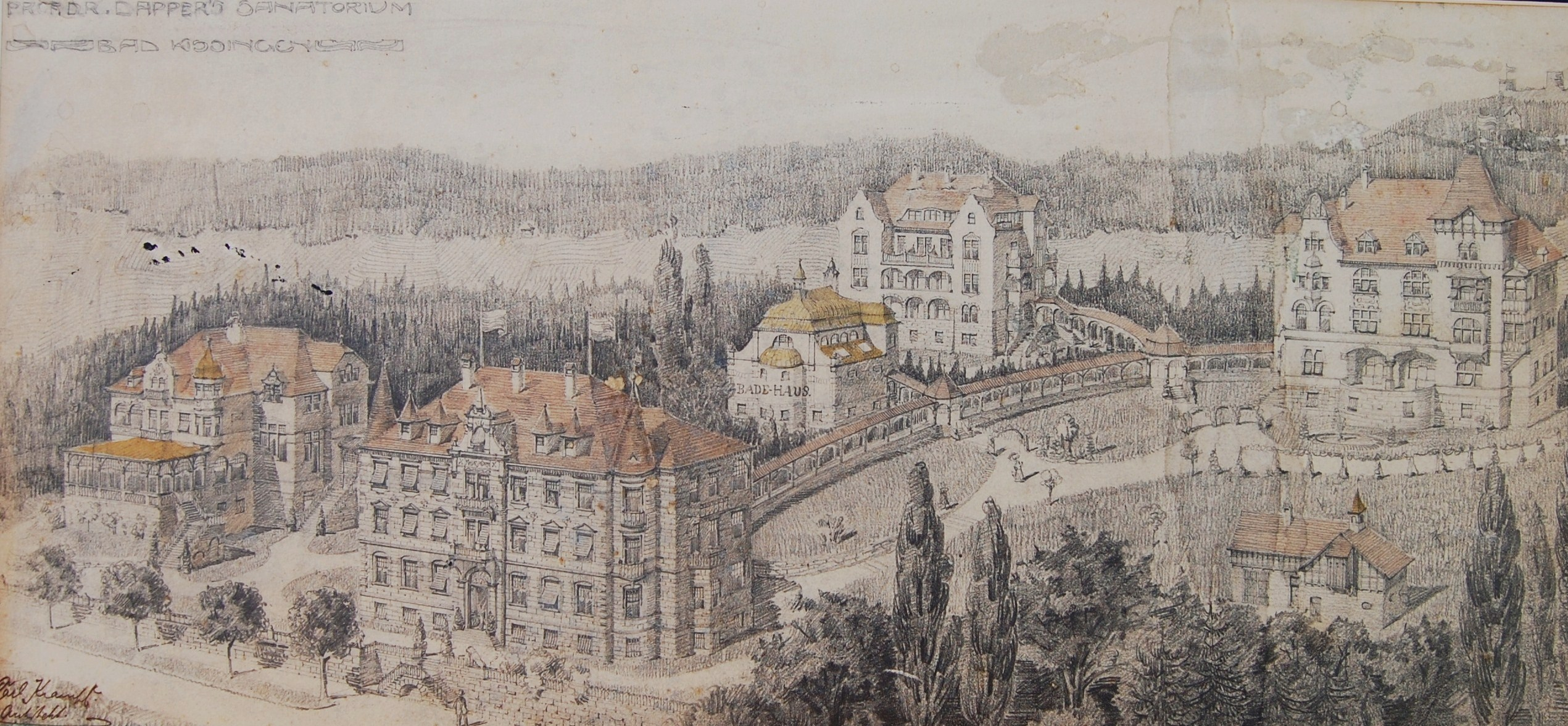
Ursprüngliche Anlage des Dapper-Sanatoriums (Zeichnung von Carl Krampf, 1894)
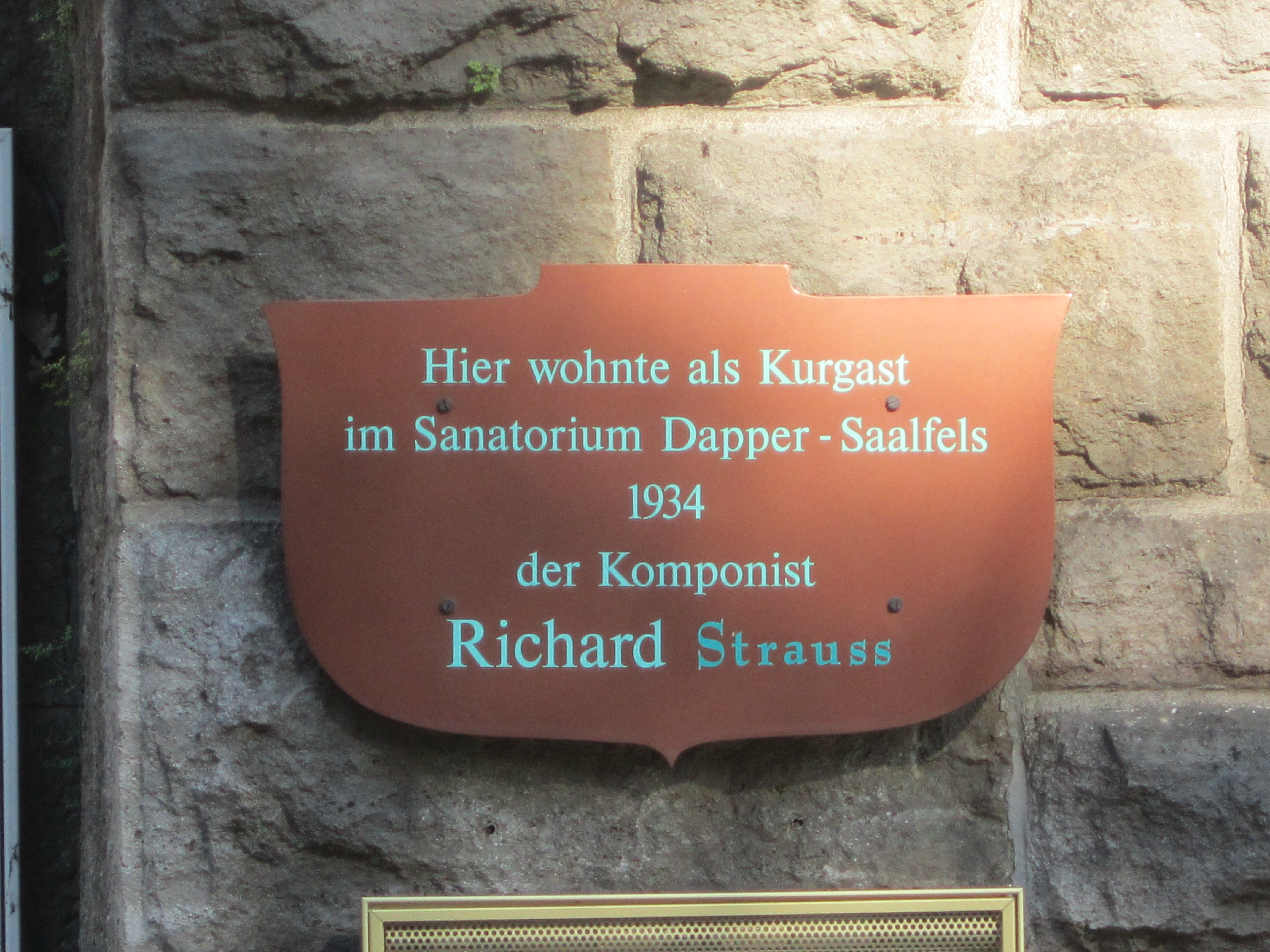
Gedenktafel Richard Strauss